# Claoxylon hillii
Claoxylon hillii är en törelväxtart som beskrevs av George Bentham. Claoxylon hillii ingår i släktet Claoxylon och familjen törelväxter. Inga underarter finns listade i Catalogue of Life.